# 桑植戰鬥
桑植戰鬥開始於1935年3月22日，地點則是在中國湖南。是第一次国共内战主要戰鬥之一。該戰鬥交戰一方為中華民國國民革命軍，另一方則為中國共產黨所領導之中國工農紅軍。是1935年初开始，国军发起的对湘鄂川黔革命根据地的围剿战役的一部分。